# 2011年の政治
< 2010年 | 2011年の政治 | 2012年 >
2011年の政治（2011ねんのせいじ）は、2011年の政治分野に関する出来事を記載する。

## 政治関係の出来事

### 1月
- 1日 - ブラジル大統領にジルマ・ルセフが就任。
- 13日
  - たちあがれ日本の与謝野馨共同代表が離党届を提出。
  - 民主党大会。
- 14日 - 菅第1次改造内閣が総辞職、菅第2次改造内閣が発足。
- 16日 - 阿久根市長選挙で新人の西平良将が前職の竹原信一を破り初当選。
- 23日
  - 自民党大会。
  - ポルトガル大統領選挙が行われ、アニーバル・カヴァコ・シルヴァが再選。
  - 中央アフリカ大統領選挙。
- 24日 - 第177回国会召集。
- 25日 - 第22回参議院議員通常選挙での最大5倍の「一票の格差」を、高松高裁が「違憲」、秋田・那覇の2高裁支部は「違憲状態」と判断する[1]。
- 28日
  - 政府が新たな子ども手当法案を閣議決定[2]。
  - 第22回参議院議員通常選挙での「一票の格差」をめぐる訴訟で、福岡高裁が3件目の違憲、大阪高裁は違憲状態の判断する[3]。
- 30日 - 山梨県知事選挙で現職の横内正明が再選。
- 31日 - 民主党の小沢一郎元代表の資金管理団体の土地購入疑惑で小沢元代表を強制起訴。

### 2月
- 6日
  - 愛知県知事選挙で新人の大村秀章が初当選。
  - 名古屋市長選挙で現職の河村たかしが再選。
  - 名古屋市議会の解散の是非を問う住民投票で解散賛成票が有功投票数の過半数を上回り、市議会解散が決定。
  - 北九州市長選挙で現職の北橋健治が再選。
- 15日 - 民主党常任幹事会が政治資金規正法違反の罪で強制起訴された小沢一郎元代表に対し、判決確定まで党員資格停止処分を賛成多数で決定し倫理委員会に諮る事を決定。
- 17日 - ｢民主党政権交代に責任を持つ会｣を結成した民主党議員16名が、岡田克也幹事長に対し会派離脱届を提出。党は不受理。
- 18日 - ウガンダ大統領選。
- 22日 - 民主党常任幹事会が、政治資金規正法違反の罪で強制起訴された小沢一郎元代表に対し、判決確定まで党員資格停止処分を正式決定。
- 23日 - 松木謙公農林水産政務官が辞表を提出。

### 3月
- 1日
  - 衆議院本会議で2011年度予算案が賛成多数で可決。民主党政権交代に責任を持つ会の16名中15名が採決欠席。
  - 民主党常任幹事会が2011年度予算案の採決を欠席した民主党政権交代に責任を持つ会15名のうち会の代表渡辺浩一郎衆院議員を6カ月の党員資格停止、他の14名の厳重注意処分を決定。
- 3日 - 民主党の佐藤夕子衆院議員が離党届を提出。
- 5日-14日 - 第11期全国人民代表大会第4回会議。
- 6日 - 前原誠司外相が政治資金規正法で禁止されている在日外国人から政治献金を受け取って問題の責任を取り辞任。
- 9日 - 辞任した前原誠司前外相の後任に松本剛明外務副大臣が就任し、後任の副大臣には高橋千秋参院議員が就任。
- 12日 - ニジェール大統領選挙。
- 13日 - リコール成立による解散された事に伴う名古屋市議会議員選挙が実施され河村たかし市長が代表を務める減税日本が28議席を獲得し比較第1党に。
- 13日 - ベナン大統領選挙。
- 20日 - ハイチ大統領選挙の決選投票。
- 22日 - 11日に発生した東北地方太平洋沖地震（東日本大震災）に伴い統一地方選挙で実施予定だった、被災地の岩手県知事選挙、岩手、宮城、福島の各県議会選挙等被災地の27選挙について実施延期を政府が決定、24日に新たに31の選挙の実施延期を決定し、3県で計58選挙が実施を延期に。
- 25日 - カナダ議会下院が内閣不信任案を可決。
- 26日 - カナダのハーパー首相が総督に下院解散を奏上。
- 27日 - 統一地方選挙前半戦、政令指定都市市長選挙が告示され、浜松市で鈴木康友が無投票再選、政令指定都市長選挙の無投票当選は初めて。
- 29日 - 平成23年度予算案が参議院本会議で反対多数で否決、衆参の議決が異なったため、両院協議会が開かれたものの不調に終わり、憲法第60条2項に基づき成立。

### 4月
- 3日 - カザフスタン大統領選が行われ、ヌルスルタン・ナザルバエフ現大統領が再選。
- 8日 - ジブチ大統領選挙(en)が行われ、イスマイル・オマル・ゲレ現大統領が3選。
- 10日 - 第17回統一地方選挙 前半投票日
  - 北海道知事選挙で現職の高橋はるみが3選。
  - 東京都知事選挙で現職の石原慎太郎が4選
  - 神奈川県知事選挙で新人の黒岩祐治が初当選。
  - 福井県知事選挙で現職の西川一誠が3選。
  - 三重県知事選挙で新人の鈴木英敬が初当選。
  - 奈良県知事選挙で現職の荒井正吾が再選。
  - 島根県知事選挙で現職の溝口善兵衛が再選。
  - 鳥取県知事選挙で現職の平井伸治が再選。
  - 徳島県知事選挙で現職の飯泉嘉門が3選。
  - 福岡県知事選挙で新人の小川洋が初当選。
  - 佐賀県知事選挙で現職の古川康が3選。
  - 大分県知事選挙で現職の広瀬勝貞が3選。
  - 札幌市長選挙で現職の上田文雄が3選。
  - 相模原市長選挙で現職の加山俊夫が再選。
  - 静岡市長選挙で新人の田辺信宏が初当選。
  - 広島市長選挙で新人の松井一実が初当選。
- 16日 - ナイジェリア大統領選挙(en)が行われ、グッドラック・ジョナサン現大統領が当選。
- 24日
  - 衆議院愛知6区補欠選挙で元職の丹羽秀樹が当選。
  - 第17回統一地方選挙 後半投票日。
- 25日 - チャド大統領選挙(en)が行われ、イドリス・デビ現大統領が4選。
- 26日 - 全国知事会会長選挙が行われ、上田清司埼玉県知事を破り、山田啓二京都府知事が新会長に就任。

### 5月
- 1日 - 東日本大震災復興費を盛り込んだ第1次補正予算案が衆議院本会議で可決、翌2日参議院本会議で可決され成立。
- 2日 - カナダ総選挙。ハーパー首相与党であるカナダ保守党が過半数を獲得。2006年以降、続いていた少数与党状態が解消。新民主党が結党以来、初めて野党第一党になった。
- 11日 - 衆議院議員の中村喜四郎が、無所属のまま自民党二階派に入会。
- 20日 - 民主党の横粂勝仁衆院議員が離党届を提出。
- 26日-27日 -  フランスカルヴァドス県 ドービルで第37回主要国首脳会議開催。

### 6月
- 2日
  - 菅直人首相が東日本大震災の復興に目途がついた段階で辞任する事を表明。
  - 衆院本会議で内閣不信任決議案を反対多数で否決。
  - 民主党が常任幹事会で衆院本会議で内閣不信任決議案の採決に賛成票を投じた松木謙公、横粂勝仁の除籍処分を決定。
  - 第41回カナダ議会(英語)開会。
- 5日
  - 青森県知事選挙で現職の三村申吾が3選。
  - ポルトガル議会選挙。
- 22日
  - 第177回国会の会期を8月31日迄70日間延長を議決。
  - フィンランド議会はユルキ・カタイネンを首相に選出。
- 27日
  - 自民党の浜田和幸参院議員が離党届を提出。
  - 菅直人首相が、松本龍防災担当相を復興対策担当相と兼務し細野豪志首相補佐官が原発事故担当相兼消費者担当相として初入閣し、江田五月法相は環境相と兼務、枝野幸男官房長官を行政刷新担当相と兼務させ、自民党を離党した浜田和幸参院議員を総務政務官として起用、蓮舫行政刷新担当相は首相補佐官に。
- 29日 - 東日本大震災の為延期されていた岩手県知事選挙と県議会議員選挙に付いて、県選挙管理委員会が9月11日投開票を決定[4]。

### 7月
- 3日 - 群馬県知事選挙で現職の大澤正明が再選。
- 5日
  - 松本龍復興対策担当相兼防災担当相が辞任、後任に平野達男内閣府副大臣（復興担当）が就任。
  - 浜田和幸参議院議員の離党、総務大臣政務官就任に反発した自民党は、党紀委員会で浜田の離党届を受理せず、除名処分を下した。
- 20日 - 第2次補正予算案が衆議院本会議で可決。
- 25日 - 第2次補正予算案が参議院本会議で可決、成立。
- 31日 - 埼玉県知事選挙で現職の上田清司が3選。

### 8月
- 5日 - タイ下院はインラック・シナワットをタイ王国首相に選出。
- 26日 - 菅直人首相が辞任を表明。
- 29日 - 民主党代表選挙を実施。野田佳彦財務相を第15代代表に選出。野田の代表就任で代表経験者が6人目となった。
- 30日 - 民主党の野田佳彦新代表が衆・参両議院から首班指名を受けて第95代62人目の内閣総理大臣に選出。
- 31日 - 第177回国会が閉会。

### 9月
- 2日 - 野田内閣が発足。
- 10日 - 鉢呂吉雄経済産業大臣が福島第一原子力発電所視察後に述べた一連の不適切発言問題で引責辞任。
- 11日 - 岩手県知事選挙で達増拓也が再選。
- 12日 - 10日に辞任した鉢呂吉雄前・経済産業大臣の後任に枝野幸男前・官房長官が就任。
- 13日 - 第178回国会召集。
- 16日 - 衆議院本会議で第178回国会の会期を9月30日迄の延長を議決。
- 26日 - 小沢一郎民主党元幹事長の資金管理団体の土地購入疑惑（陸山会事件）で政治資金規正法違反（不記載）の罪に問われた石川知裕衆議院議員ら小沢の元秘書3名に東京地方裁判所は執行猶予付きの判決。
- 27日 - 前年に社民党を離党した辻元清美衆議院議員が民主党に入党。
- 30日 - 第178回国会会期末。

### 10月
- 9日 - ポーランド議会選挙。
- 20日 - 第179回国会召集。
- 22日 - 大阪府知事の橋下徹が大阪府議会議長の浅田均に辞職願いを提出。府議会で自民党を除く各会派の賛成多数で同意され、31日付けで辞任の予定。自身が翌月27日に実施予定の大阪市長選挙にくら替え出馬するのが辞任の理由[5][6]。
- 23日 - スイス連邦議会総選挙。
- 26日 - ソウル市長補欠選挙。
- 27日 - アイルランド共和国大統領選挙でマイケル・D・ヒギンズが第9代大統領に選出された。
- 28日 - 国家戦略会議が発足。自民党時代に司令塔役を担った経済財政諮問会議よりも幅広い議題を取り扱う。
- 29日 - 全国人民代表大会常務委員会で、身分証明書への指紋登録を義務化する改正住民身分証法が成立。
- 31日 - 同日付けで、大阪府知事の橋下徹が任期途中で辞職。

### 11月
- 5日 - 西岡武夫参議院議長が死去。
- 6日
  - ニカラグア大統領選挙。
  - グアテマラ大統領選挙（決選投票）。
- 8日 - リベリア大統領選挙（決選投票）。
- 10日 - 高知県知事選挙が告示され現職の尾﨑正直が無投票再選。
- 13日 - 3月の震災で延期されていた宮城県議選の投票日。村井知事与党の自民・公明党が過半数を維持、民主党は選挙前より議席を減らす。
- 14日 - 参議院本会議で5日に死去した西岡武夫前・参議院議長の後任に平田健二民主党参議院幹事長を選出。
- 20日
  - 東日本大震災と東京電力福島第一原子力発電所事故の影響で延期されていた福島県議会議員選挙の投票日。
  - スペイン議会総選挙。
- 24日 - ガンビア大統領選挙。
- 27日
  - 大阪府知事選挙で松井一郎が当選。
  - 大阪市長選挙で新人の橋下徹が現職の平松邦夫を破り当選。
- 28日 - コンゴ民主共和国大統領選挙、国民議会選挙。

### 12月
- 12月2日 - 岐阜県中津川市の大山耕二市長が辞職願を提出[7]。12月22日に正式に辞職。12月25日に予定されていた市長解職を問う住民投票も中止になった[8]。
- 4日 - ロシア下院選挙。
- 9日
  - 参院本会議で一川保夫防衛相、山岡賢次国家公安委員会委員長兼拉致問題担当相兼消費者・食品安全担当相に対する問責決議案を可決。
  - 第179回国会会期末
- 17日 - ガボン議会選挙。
- 18日 - 任期満了に伴い、大阪市長の平松邦夫が退任。
- 28日 - 
  - 民主党の内山晃元総務政務官、渡辺浩一郎、豊田潤多郎、斎藤恭紀、中後淳、石田三示、三輪信昭、小林正枝、渡辺義彦の各衆院議員9人が離党届を提出。野田政権が進める消費税増税などに反発したものと見られる。党内の亀裂が集団離党に発展したことで、野田首相の政権運営への影響は避けられない情勢。9人は年明けの新党結成を目指す。
  - 民主党の横峯良郎参院議員が離党届を提出。
  - 新党大地代表の鈴木宗男前衆院議員が、新党「大地・真民主党」の設立を川端達夫総務相に届け出。代表は鈴木宗男。他の所属議員は、松木謙公元農林水産政務官（無所属）、石川知裕衆院議員（無所属）、浅野貴博衆院議員（新党大地）、本日離党届を提出した 横峯良郎参院議員、平山誠参院議員（無所属）の5人。
- 12月29日 - 浜田和幸参議院議員が国民新党に入党。

## 死去
- 1月6日 : ピョートル・スーミン、ロシア連邦チェリャビンスク州知事（1946年）
- 1月8日 : イジー・ディーンストビール、チェコ元外相（1937年）
- 1月17日 : 亀長友義、元自民党参院議員（1920年）
- 1月21日 : 岸昌、第9 - 11代大阪府知事（1922年）
- 1月27日 : 宮田早苗、元民社党衆院議員（1920年）
- 2月6日 : ジョセファ・イロイロ、フィジー元大統領（1920年）
- 2月15日 : 吉田廉、静岡県富士宮市長（1926年）
- 2月15日 : 益田洋介、元公明党参院議員（1946年）
- 2月23日 : 網岡雄、元民主党衆院議員（1928年）
- 2月27日 : ネジメッティン・エルバカン、トルコ元首相（1926年）
- 3月1日 : 瀬野栄次郎、元公明党衆院議員（1921年）
- 3月9日 : 服部安司、元自民党衆院議員、参院議員、元郵政相（1915年）
- 3月20日 : 高林康一、元運輸事務次官（1920年）
- 3月20日 : 井上敦、元共産党衆院議員（1936年）
- 3月31日 : 藤田スミ、元共産党衆院議員（1933年）
- 4月2日 : 小山一平、元社会党参院議員、元参院副議長（1914年）
- 4月4日 : 笠岡喬、元自民党衆院議員（1925年）
- 4月22日 : 中村太郎、元自民党参院議員、元労相（1918年）
- 4月23日 : 森井忠良、元社会党衆院議員、元厚相（1929年）
- 5月15日 : 庄司幸助、元共産党衆院議員（1918年）
- 5月18日 : 佐藤孝行、元自民党衆院議員、元総務庁長官（1928年）
- 5月20日 : 上田繁潔、元奈良県知事（1921年）
- 5月27日 : 塩崎潤、元自民党衆院議員、元経済企画庁長官、元総務庁長官（1917年）
- 6月5日 : 伊藤昌弘、元民社党衆院議員（1927年）
- 6月6日 : 清水達雄、元自民党参院議員、元国土事務次官（1934年）
- 8月23日 : 三浦隆、元民社党衆院議員（1930年）
- 9月1日 : 大場啓二、東京都世田谷区元区長（1923年）
- 9月5日 : 柴野たいぞう、元新生党衆院議員（1951年）
- 9月14日 : 遠藤登、社民党元衆院議員、山形県天童市元市長（1929年）
- 9月20日 - ブルハーヌッディーン・ラッバーニー、アフガニスタン・イスラム共和国元大統領（* 1940年）
- 9月26日 : 大石千八、元自民党衆院議員、元郵政相（1935年）
- 10月20日 : ムアンマル・アル＝カッザーフィー、リビア最高指導者（1942年）
- 10月21日 : 粕谷茂、元自民党衆院議員、元北海道開発庁長官兼沖縄開発庁長官（1926年）
- 11月5日 : 西岡武夫、民主党参院議員、参院議長、元衆院議員、元文相（1936年）
- 11月21日 : 立川談志、元自民党参院議員、落語家（1936年）
- 11月26日 : 沼田武、元千葉県知事（1922年）
- 12月5日 : 冬柴鐵三、前公明党衆院議員、公明党元幹事長、元国土交通相（1936年）
- 12月17日 : 金正日、朝鮮民主主義人民共和国（北朝鮮）国防委員長、最高指導者（1941年）
- 12月18日 : ヴァーツラフ・ハヴェル、チェコスロバキア元大統領、チェコ元大統領（1936年）